# Бурлінгейм (Каліфорнія)
Бурлінгейм (англ. Burlingame) — місто (англ. city) в США, в окрузі Сан-Матео штату Каліфорнія. Населення — 28 806 осіб (2010).
Входить до Кремнієвої долини.

## Географія
Бурлінгейм розташований за координатами 37°35′24″ пн. ш. 122°21′48″ зх. д. / 37.59000° пн. ш. 122.36333° зх. д. (37.589952, -122.363342).  За даними Бюро перепису населення США в 2010 році місто мало площу 15,69 км², з яких 11,41 км² — суходіл та 4,28 км² — водойми.

## Демографія
Згідно з переписом 2010 року, у місті мешкало 28 806 осіб у 12 361 домогосподарстві у складі 7183 родин. Густота населення становила 1836 осіб/км².  Було 13027 помешкань (830/км²).
Расовий склад населення:
| - 67,7 % — білих - 20,3 % — азіатів - 1,2 % — чорних або афроамериканців - 0,5 % — вихідців з тихоокеанських островів - 0,3 % — корінних американців - 5,0 % — осіб інших рас |

До двох чи більше рас належало 5,0 %. Частка іспаномовних становила 13,8 % від усіх жителів.
За віковим діапазоном населення розподілялося таким чином: 21,7 % — особи молодші 18 років, 64,3 % — особи у віці 18—64 років, 14,0 % — особи у віці 65 років та старші. Медіана віку мешканця становила 40,5 року. На 100 осіб жіночої статі у місті припадало 90,4 чоловіків;  на 100 жінок у віці від 18 років та старших — 88,2 чоловіків також старших 18 років.
Середній дохід на одне домашнє господарство  становив 148 326 доларів США (медіана — 94 500), а середній дохід на одну сім'ю — 189 965 доларів (медіана — 136 250). Медіана доходів становила 98 438 доларів для чоловіків та 71 970 доларів для жінок. За межею бідності перебувало 6,9 % осіб, у тому числі 6,5 % дітей у віці до 18 років та 6,6 % осіб у віці 65 років та старших.
Цивільне працевлаштоване населення становило 15 776 осіб. Основні галузі зайнятості: науковці, спеціалісти, менеджери — 19,8 %, освіта, охорона здоров'я та соціальна допомога — 19,6 %, фінанси, страхування та нерухомість — 8,9 %, мистецтво, розваги та відпочинок — 8,8 %.